# キヤノン EOS Kiss
キヤノン EOS Kiss（キヤノン イオス キス）は1993年9月に発売されたエントリークラスのキヤノン製フィルム一眼レフカメラである。EOS 1000 QD/EOS 1000S QDの後継として開発された。当時の上位機種にEOS 5 QDがあった。
「Kiss」は賢く、静かなという意味を含んだ「Keep It Smart and Silent」の略である。
なお、ここでは後継機種のNEW EOS Kiss、EOS Kiss III、EOS Kiss III L、EOS Kiss 5、EOS Kiss Lite、EOS Kiss 7についても取り上げる。

## EOS Kiss（初代）
1993年9月発売。

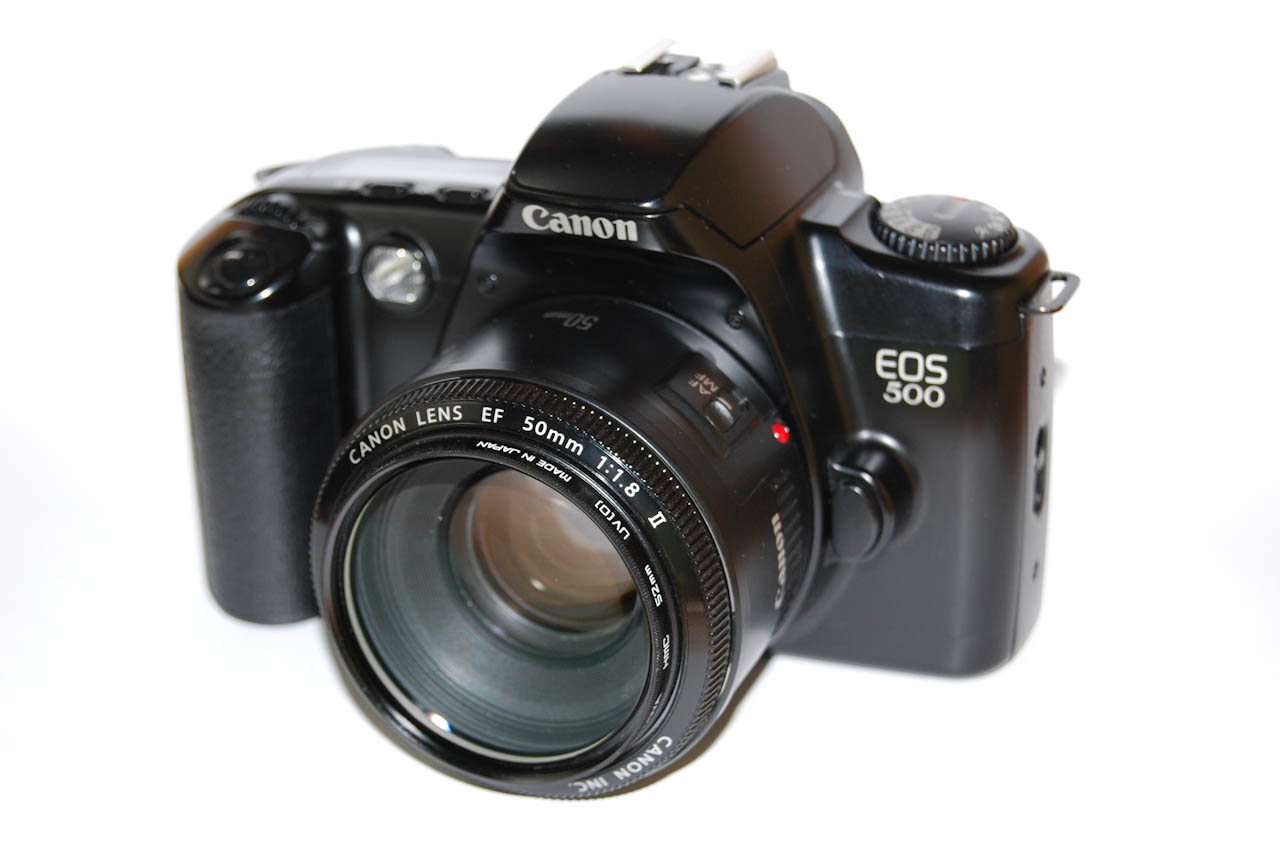
EOS 500（欧州仕様）

北米名「EOS REBEL XS」、欧州名「EOS 500」。

### 主な仕様
- 形式：35mmフォーカルプレーンシャッター式マルチモードAF一眼レフカメラ
- マウント：キヤノンEFマウント
- ファインダー
  - 形式：ダハミラー固定アイレベル式
  - 視野率：90%
  - 倍率：0.7倍
- シャッター
  - 形式：縦走り電子制御フォーカルプレーン式
  - シャッター速度：1/2000～30秒（1/2段ステップ）、バルブ、X=1/90秒、電子制御セルフタイマー内蔵(電子音作動報知)
- フォーカス：オート、マルチBASIS(3点自動選択/中央部分=AEロックボタン押しの場合は中央の測距点が優先的に選択) : TTL位相差検出方式（ズレ検出）
- 感度：ISO6～6400
- 測光方式：複合型SPC素子使用、TTL開放測光
- 露出制御方式：インテリジェントプログラムAE、シャッター優先AE、絞り優先AE、深度優先AE、撮影モード連動自動セット(4種のプログラムAE)、定点連動マニュアル
- 露出補正：1/2ステップ、±2段
- フラッシュ
  - 対応フラッシュ：
- 電源：リチウム電池 CR123A×2
- 大きさ・重量（幅×高さ×奥行き）：145×92×62mm、370g

## NEW EOS Kiss（2代目）
1996年9月発売。
「NEW」という表記は本体に無い。
北米名「EOS REBEL G」、欧州名「EOS 500 N」。

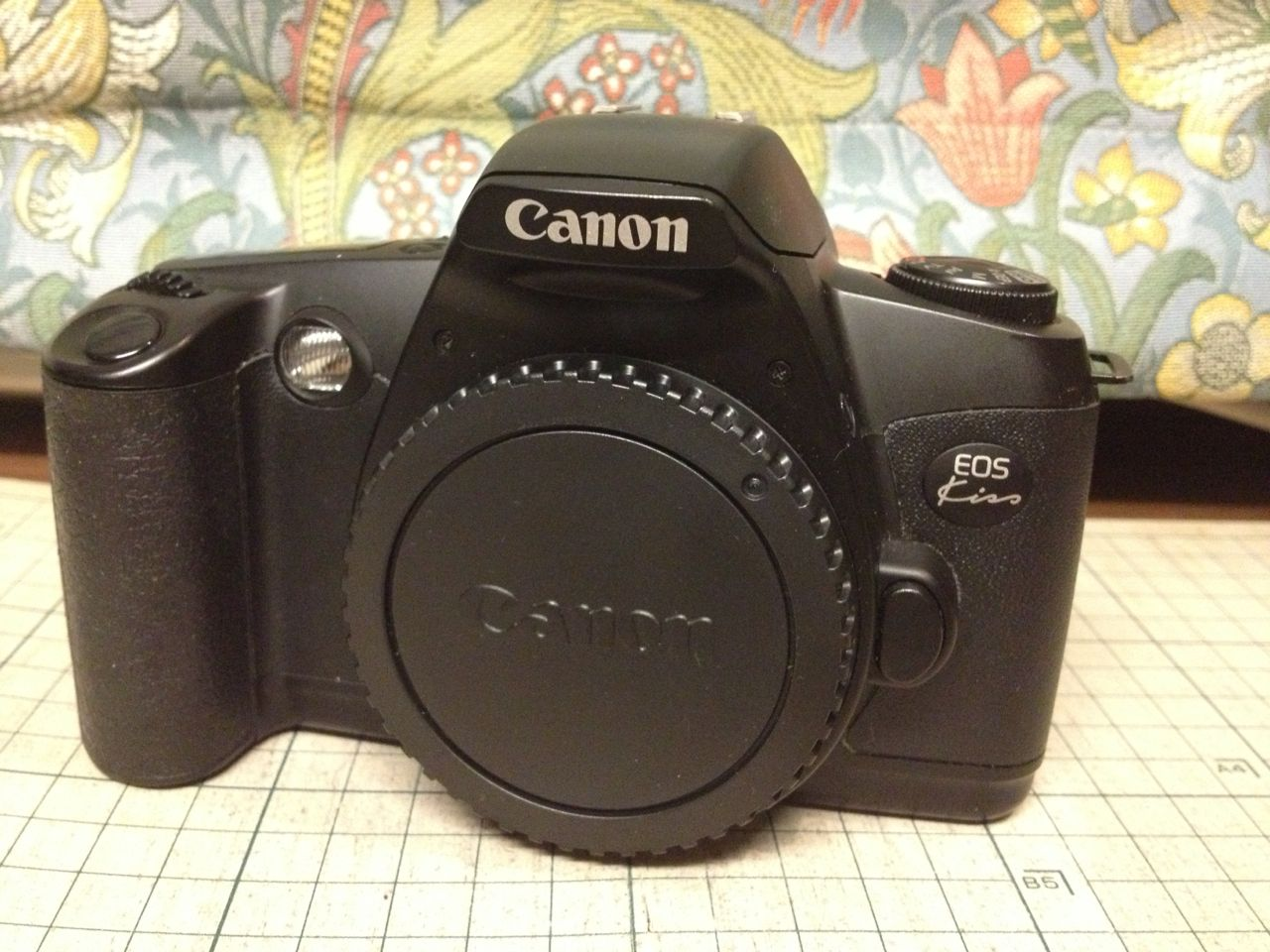
NEW EOS kiss（JAPAN）

### 主な仕様（初代との変更点のみ）
- パノラマ切り替え：パノラマ選択時、接眼枠左下部に橙色LED点灯（切り替えは、フィルム裏背ふた下部のスライドスイッチを操作する）
- フィルム装填：自動（フィルムセット後背ぶたを閉じると、全部巻き取るプリワインド方式）
- 手ブレ警告：全自動時および夜景モードを除くイメージゾーン時に作動、特定のシャッター速度時で点滅警告（振動センサーがあるわけではない）
- セルフタイマー：電子制御式（時限約10秒）
- フォーカス：レンズ側でオート・マニュアル切り替え、マルチBASIS(3点自動選択/手動選択AF：3点のAFフレームから任意の一つを選択）
- 感度：ISO6～6400(1/3段毎マニュアル設定可能)、DXコード自動対応(ISO25〜5000)
- 露出制御方式：インテリジェントプログラムAE(シフト可能)、シャッター優先AE、絞り優先AE、深度優先AE、撮影モード連動自動セット(5種のプログラムAE)、定点連動マニュアル
- 大きさ・重量（幅×高さ×奥行き）：146×92×62mm、400g（電池込み）、370g（ボディのみ）

### その他変更点
- シルバーのボディーカラーが追加された。
- 3点測距が自動選択のみから任意選択可能に。

## EOS Kiss III/III L（3代目）

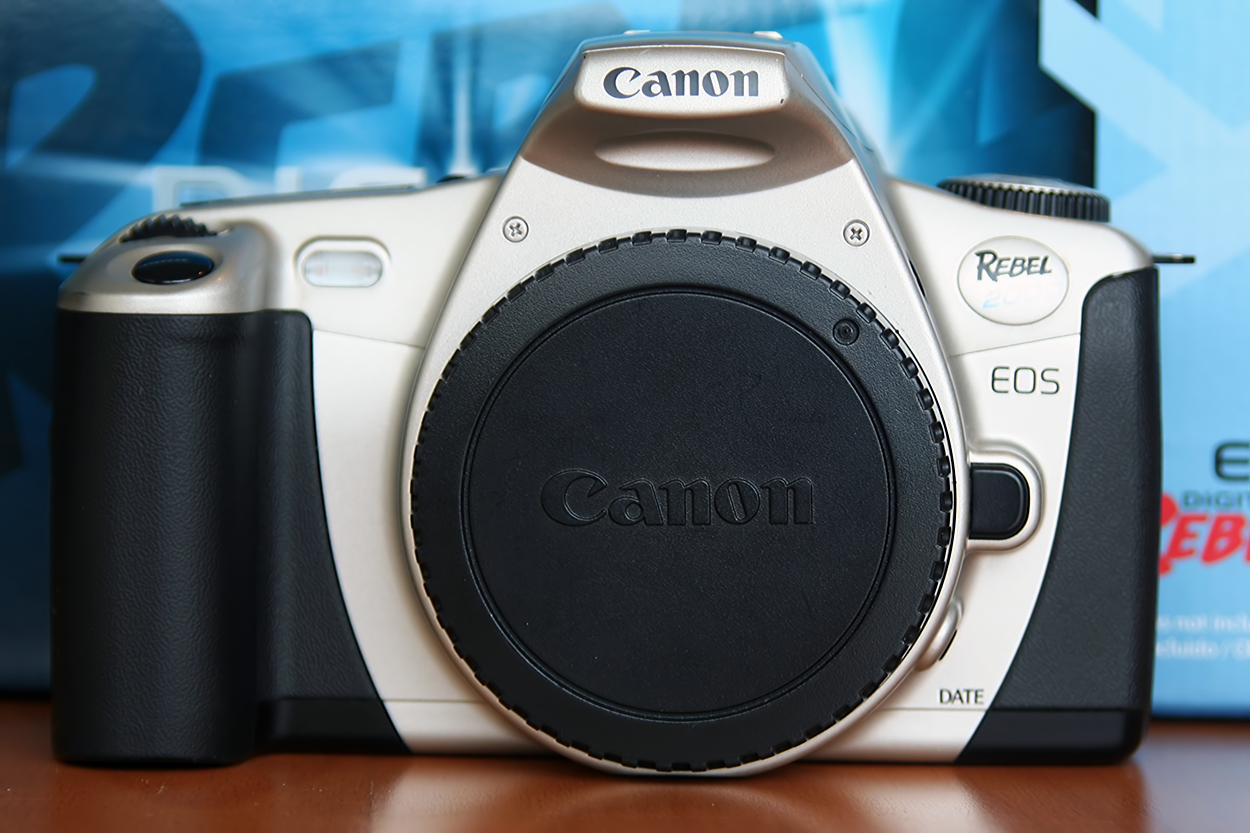
EOS REBEL 2000 QD（北米仕様）

1999年4月発売。EOS Kiss III Lは2001年11月発売のマイナーチェンジモデル。北米名「EOS REBEL 2000 QD」、欧州名「EOS 300 QD」。

## EOS Kiss 5（4代目）

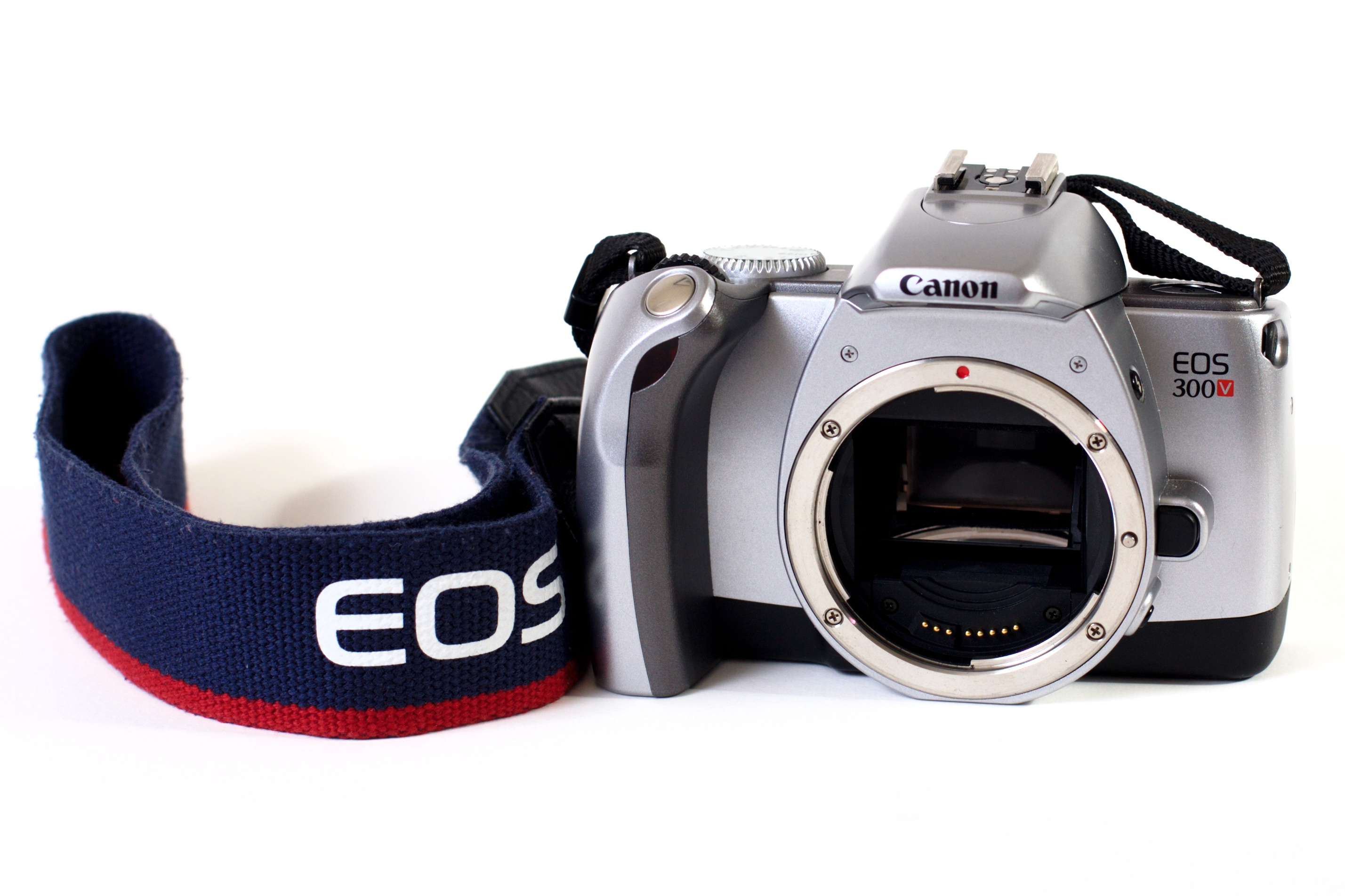
EOS 300V（欧州仕様）

2002年9月発売。北米名「EOS REBEL Ti」、欧州名「EOS 300V」。

## EOS Kiss 7（5代目）
2004年9月発売。ユーザーの好みに合わせた仕様に変更できる6種類のカスタム機能がキヤノンのエントリーモデルとして初めて搭載された。前年の2003年に発売された同社のEOS Kiss デジタルのヒットなどによりフィルムカメラ市場が急速に縮小していったため、本モデルがフィルムKissの最終モデルとなった。北米名「EOS REBEL T2」、欧州名「EOS 300X」。

## EOS Kiss Lite（4代目ベースの廉価版）
2003年9月発売。EOS Kiss 5をベースに一部スベックを落とし、より低価格にしたモデル。北米名「EOS REBEL K2」、欧州名「EOS 3000V」。